# Episodi di Drei Damen vom Grill (seconda stagione)
La seconda stagione della serie televisiva Drei Damen vom Grill è stata trasmessa in anteprima in Germania nel corso del 1978.
| nº | Titolo originale             | Titolo italiano | Prima TV Germania | Prima TV Italia |
| -- | ---------------------------- | --------------- | ----------------- | --------------- |
| 1  | Großreinemachen              | inedito         | 1978              | inedito         |
| 2  | Kurzschluss                  | inedito         | 1978              | inedito         |
| 3  | Ein schwarzer Tag            | inedito         | 1978              | inedito         |
| 4  | Seniorenball                 | inedito         | 1978              | inedito         |
| 5  | Dachgarten-Party             | inedito         | 1978              | inedito         |
| 6  | Der Klassemann               | inedito         | 1978              | inedito         |
| 7  | Traumurlaub                  | inedito         | 1978              | inedito         |
| 8  | Nicht verzagen, Otto fragen! | inedito         | 1978              | inedito         |